# گابریل مارتینلی
گابریل تئودورو مارتینلی سیلوا (پرتغالی: Gabriel Teodoro Martinelli Silva؛ زادهٔ ۱۸ ژوئن ۲۰۰۱) که عموماً با نام گابریل مارتینلی یا مارتینلی شناخته می‌شود، بازیکن فوتبال اهل برزیل است که برای باشگاه فوتبال آرسنال در لیگ برتر انگلستان به میدان می‌رود.

## زندگی‌نامه
او طی سال‌های ۲۰۱۰ تا ۲۰۱۴ در تیم‌های پایه نوجوانان کورینتیانس عملکرد درخشانی را به نمایش گذاشت. در ۴ نوامبر ۲۰۱۷ مارتینلی اولین قرارداد حرفه‌ای خود را با باشگاه ایتوانا امضا کرد و پس از دو فصل در سال ۲۰۱۹ به باشگاه آرسنال پیوست. او اولین بازی خود در لیگ برتر را در ۱۱ اوت ۲۰۱۹ در پیروزی ۱–۰ مقابل نیوکاسل یونایتد انجام داد. در آن بازی مارتینلی در دقیقه ۸۴ به عنوان یار تعویضی به جای هنریک مخیتاریان وارد زمین شد.
او تاکنون ۴ بازی نیز برای تیم ملی برزیل به میدان رفته‌است.